# 溺水之女
《溺水之女》（也称《秘密之心》或者《我不在乎！让我沉没吧》）是一幅1963年由罗伊·利希滕斯坦用油画和和合成聚合物在帆布上完成的画作。这幅画使用漫画书的惯用方法，用对话框来表达主人公心中所想，而本戴点的使用也反映了机械化印刷工艺对此作品的影响。它是波普艺术运动中最具代表性的画作之一，自1971年以来，被现代艺术博物馆永久珍藏。这幅画被誉为利希滕斯坦最重要的作品之一，可以与他1963年广受赞誉的雕刻版《空中火力》（Whaam!）相提并论。《溺水之女》被誉为“情节剧之杰作”，它是利希滕斯坦早期描绘悲惨处境中的妇女的画作之一，在20世纪60年代中期他经常创作这个主题的画作。
这幅画展示了一个泪眼汪汪的女人，在波涛汹涌的大海上痛苦挣扎。似乎是由于恋爱中遇到了挫折，她显得情绪很低落。一个对话框中写道：“我不在乎！我宁愿死——也不向布莱德求助！”这个对话框的叙述看起来像是荒诞闹剧，然而它的配图却再次强调了利希滕斯坦作品的主题。这幅画的灵感来源于1962年DC漫画公司的一块镶嵌板，同时还借用了日本画家葛饰北斋《神奈川冲浪里》以及现代主义艺术家让·阿尔普和胡安·米罗作品中的一些元素。利希滕斯坦的很多作品都提到一个叫布莱德的男子，却都没有出现在画中，这幅作品也是其中的一个。这幅画的图案和对话框中的叙述内容都是从原图中裁剪下来的。

## 背景
上世纪50年代末和60年代初，一大批美国画家开始接受连环画呈现图像和图案的方式。1958年，罗伊·利希滕斯坦创作了连环人物画。接下来的1960年，安迪·沃霍尔也用这种画作风格创作了他早期的画作。利希滕斯坦当时还不知道沃霍尔的这些作品，于1961年创作了《瞧！米老鼠》和《大力水手》。沃霍尔之前在丝网上印刷了许多连环画和其他波普艺术主题，但据说当时他为了避免与利希滕斯坦同台竞争，转而求其次以坎贝尔的《金宝汤罐头》为绘画主题。沃霍尔曾经感叹道：“我曾经试图去做一些有意义的事情，而且这些事情必须区别于利希滕斯坦和詹姆斯·羅森奎斯特之前所做的，这些事情是关于我个人意愿的，并不会让别人觉得我是在刻意模仿他们。”

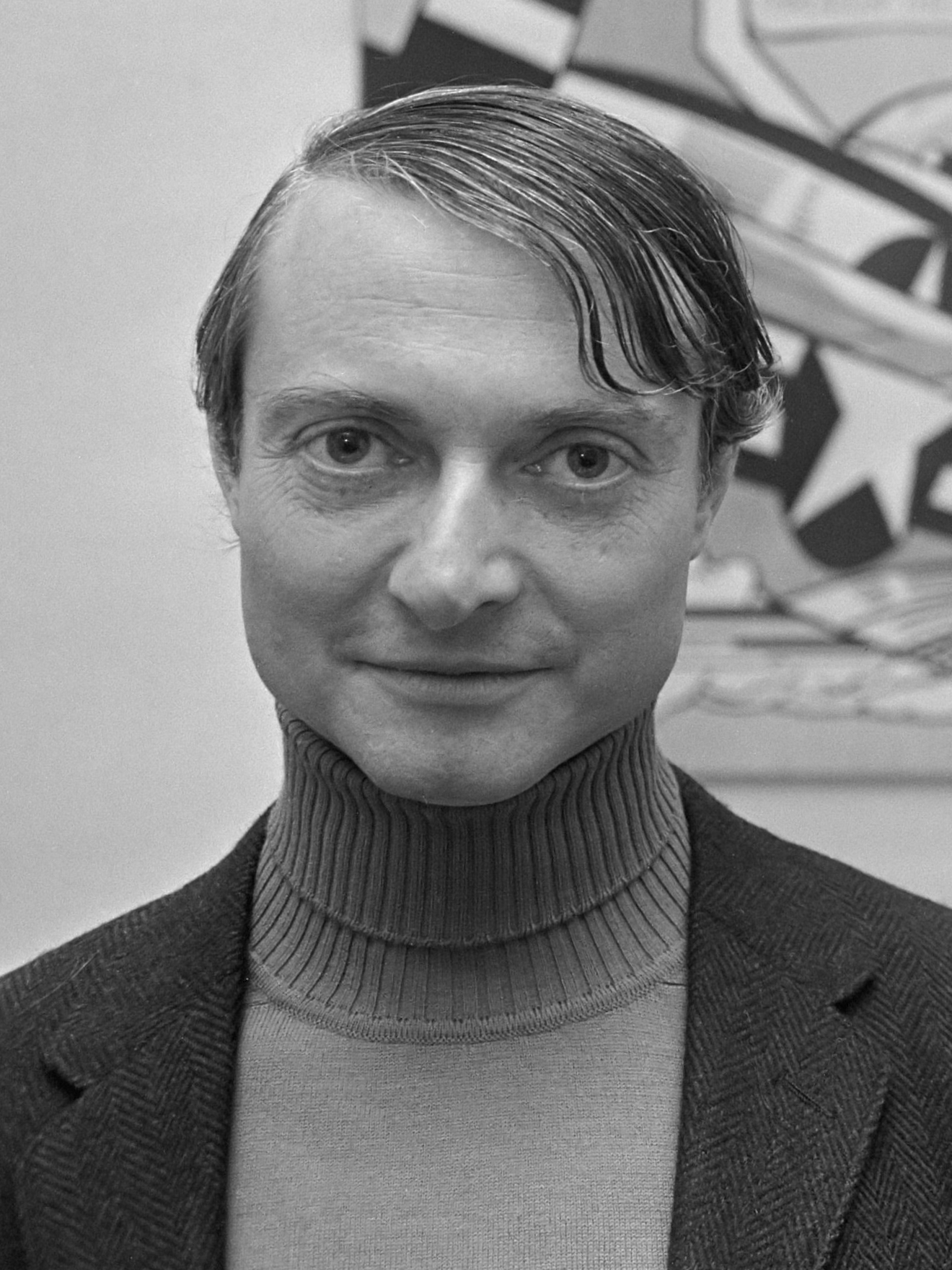
1961年，罗伊·利希滕斯坦的漫画式画作从纽约画派或是动画片过渡到像爱情和战时军队这种更为严肃的主题

《溺水之女》这幅作品象征着利希滕斯坦的画作风格从纽约画派或是动画片转向像爱情和战时军队这种更为严肃的主题。 那段时间利希滕斯坦说道：“尽管这些卡通画的主题缺少对爱情、仇恨和战争等的客观描述，它们所传达的内容却使人情绪高涨，甚至极度痴迷。” 1962年到1963年，利希滕斯坦模仿了毕加索的四幅画作，利希滕斯坦创作的一系列像《无望》和《溺水之女》这些让人心疼的泪眼汪汪的女孩的灵感也许就来源于毕加索所曾经所画的哭泣的女人。 另一方面，他着重刻画绝望的妇女可能与上世纪60年代中早期他第一次婚姻走向失败有关。 利希滕斯坦的首段婚姻仅从1949年维系到1965年，他的首任妻子是伊莎贝尔·威尔逊，婚后育有两子，两人于1963年分居。
当利希滕斯坦的风格向漫画式画作转变时，他开始模仿漫画的风格，同时也适当调整漫画的主题。他采用简单的配色和商业印刷式的绘画技巧，他所采用的这种绘画风格是一幅“简洁，有着精美框架，实心粗体配上醒目颜色的字，被一些厚重的图廓线连接起来的图像。” 这种绘画技术 “用一系列彩色圆圈来暗示色调变化，有点类似于模仿报纸印刷，用本日圆点产生半色调的屏幕”。美国公共广播公司称这是对埃尔热式清晰线条画作风格的改编。 利希滕斯坦曾评价过自己的绘画技巧：“我总是爱使用一些过时的东西，我试着重新组织这些东西，使它们变得更有意义。”
20世纪60年代早期，利希滕斯坦创作了数幅像《溺水之女》《无望》《车中浪漫》这样的“幻想剧”，这些画中描绘的女子多和刚愎自用的男子谈恋爱，结果使自己处于悲惨的境地。当然，这些作品只是他1964处于感情脆弱边缘无辜的“邻家女孩”系列作品出世之前的序曲。“比如说，在《无望》和《溺水之女》中，女主角都是以爱情中无助的、近乎绝望的的受害者的形象出现的，而且还遭到周围人的蔑视（她宁愿死也不愿意去求他爱人）”。利希滕斯坦凭借《溺水之女》，上述的其他作品，还有《杰夫，我也爱你，但》等其他悲剧成为博物馆里最受欢迎的画家。

## 历史
《溺水之女》源自《为爱而奔跑》的封面页，《为爱而奔跑》由托尼·阿布鲁佐（Tony Abruzzo）描述，伊拉·施纳普创作，在1962年11月由DC漫画公司发行在“秘密的心”第83期，也正是这本书的发行，激起了利希滕斯坦创作《无望》的灵感。
1963年，利希滕斯坦试图效仿各种类型的画作，如商业广告插图、漫画图像甚至是现代经典之作。这些经典著作被誉为艺术领域的“神作”和“高境界的艺术”，与此同时，还出现一种“低境界艺术”，连环画就是其中一种。他作品的创作来源包括塞尚、蒙德里安和毕加索等大师。在职业生涯的这段特殊的时期，利希滕斯坦注意到“事实上这些年来我所效仿的东西就是我所钦佩的”。当时他还在探索“产业化进程中的情感世界”这个主题。《洛杉矶时报》评论员克里斯托弗·奈特在利希滕斯坦的讣文中提到“德·库宁以他画作中呲牙咧嘴的女人形象而出名，《溺水之女》这幅作品正是利希滕斯坦德·库宁的机制回应”。  德·库宁漫画中的爱情通常都是一些老套的描述，比如对热情过后的挫败感的描述。尽管利希滕斯坦基金会网站声称利希滕斯坦在1963年秋天才开始使用不透明投影技术，他自己描述了他制作漫画艺术的过程，其中包括《溺水之女》：
开门见山地说吧，无论是卡通画，照片或者其他东西，我都会画一幅与我不透明投影机大小相当的画，我画这幅画不是为了重造原画，而是为了重新组合它。我把这幅画投影到帆布上，然后用铅笔描绘它，直到我自己满意为止。  ——利希滕斯坦
1962年2月，利希滕斯坦首个个人画展在纽约的里奥·卡斯特里画廊举办，在画展开始之前画作就已出售一空。除过《溺水之女》，参展的还有《瞧！米老鼠》《订婚戒指》、《砰》和《冰箱》 此次画展从1962年2月10日一直举办到3月3日。据利希滕斯坦基金会官网显示，1963年4月1日到4月27日，利希滕斯坦第一次在洛杉矶的费鲁斯画廊举办自己的画展，《溺水之女》就是参展作品之一，参展的特色作品还有他1962到1963年之间创作的《佳作》和《塞尚夫人肖像》等。这些作品也出现在1963年里奥·卡斯特里画廊举办的第二次画展上，从9月28日一直持续到10月24日，还包括《洛杉矶的水雷》《棒球经理》《车中浪漫》《对话》和《空中火力》 推广的画作还有版画《Crak! 》。现代艺术博物馆于1971年收购了《溺水之女》，它的网页显示这幅画将由菲利普·约翰逊和巴格丽·赖特夫妇收购。

## 详情描述
一些资料将利希滕斯坦系列画作中的悲惨女孩描述为女主角（在某种意义上说它们是男英雄的对照物），还有一些资料不这么认为（在这种意义上男性并没有被称为英雄）。《溺水之女》是一幅反映女性主题的画作，画中的女子宁愿被大海吞噬也不愿求助。在这幅画中，利希滕斯坦只给观众呈现波涛汹涌的大海，还有女子近乎淹没的头、肩膀和手。从她的面部神情来看，她双眼紧闭，似乎有泪水一样的东西从她眼中流下。利希滕斯坦仅仅为观众呈现了这一个画面，所以观众不知道之前发生了什么也不知道以后会发生什么。观众们也无从知道谁是布莱德，还有这个女子为何不愿向他求助。
据《格罗夫美国艺术百科全书》（The Grove Encyclopedia of American Art），上世纪60年代早期利希滕斯坦创作过程中最重要的一道工序就是“扩充他画作的资料来源并且使它们一脉相承”。据一些来源显示，利希滕斯坦在《溺水之女》资料来源的基础上做了些许改变，尽管在人们的眼里这些改变并不算太大： “在最初的资料中，溺水女子的男朋友也出现在背景里，他紧紧抓住一只翻船。但最后利希滕斯坦将这幅画大幅裁减，只留下一个孤零零的女子和波涛汹涌的海面。除过这些，他还将大标题从‘即使腿抽筋了我也不在乎！’改为‘我不在乎！’，男朋友的名字也从马勒改为布莱德。” 第一个更改使人们看不到溺女子的腿在抽筋；在后一个更改中利希滕斯坦试图改变人们对女子男朋友的看法。当谈到他的另一部作品时《我懂…布莱德》时，利希滕斯坦说布莱德这个名字听起来更有感觉，当然也是出于不让作品落入俗套的目的。
利希滕斯坦的方法涉及“着重构图和主题的程式化，使情感和行为在瞬间‘永恒’”。来源漫画镶嵌板只描绘了一个瞬间，但《溺水之女》的瞬间显得更加“意味深长”，因为这个瞬间与过去的瞬间和将来的瞬间都密不可分。这幅作品也代表着他职业生涯一个重要的阶段，在这个阶段里，许多他的作品诸如《沉睡的女孩》《哭泣的女孩》《金发碧眼的女人》都是这样的标题形式，这都突出了他作品中“过程和行为的关系”。据《格罗夫美国艺术百科全书》介绍，在利希滕斯坦职业生涯的这个阶段“不断的克制和些许幽默感使得他的作品充满欢快轻盈的基调，并且成为一部完整而和谐的创作”。

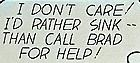
《溺水之女》的叙述内容

利希滕斯坦许多画作上都会插入叙述的内容，这样可以使观众更好地理解画作所表达的内容。据贾妮斯·亨德里克森介绍，《溺水之女》长171.6厘米，宽169.5厘米（合67.625英尺× 66.75英尺），呈现出“一个年轻女子，她似乎沉浸在自己的悲伤中，泪流成河。”很明显她是被一个叫“布莱德”的男子伤害了，利希滕斯坦经常使用布莱德作为他画作中男主角的名字。 薇安·博爾歇特（Vian Borchert）说这个标题表达的主题，很显而易见是“淹没在泪水中”。
利希滕斯坦的经典作品中，这些悲惨的女子总是“处于绝望痛苦的状态”。 贾妮斯·亨德里克森解释说女子的头部靠在波浪上就好像她把波浪当作枕头，躺在海水中将海水视为她的床，创造出一种“情欲和死亡”交织的氛围。 海水肆虐着，使得女主角的头发也开始跟着翻转，整个人好似在漩涡中一样。他在创作这幅画时使用工业和机械技术淡化了这幅画所表达的思想感情， 尽管利希滕斯坦的高超的绘画技术使这幅作品简单化。

## 时代背景
20世纪60年代早期，利希滕斯坦的漫画著作被广泛热议，1963年布莱恩·奥多尔蒂在《纽约时报》的一篇文章中写道，利希滕斯坦的作品不能被称为艺术，还说利希滕斯坦是“美国最糟糕的艺术家之一”，“真是朽木不可雕也”。当时大家都在争议利希滕斯坦的漫画到底该不该被称为真正的艺术，当然，这只是争议的冰山一角。1964年1月，《生活》杂志发表了一篇名为《他是美国最糟糕的艺术家吗》的故事来回应非议。 之后的评论也愈发温和。托德·布鲁斯特指出，这可能是因为受到广大群众的需求，1986年他告诉《生活》杂志“这些卡通的走红可能会干扰评论家们，同时收藏家们厌倦了抽象表现主义，认为它们过于严肃，他们更倾向于看一些让人放松的漫画作品。还有，为何这妙趣横生的画作不能被称为美术作品？” 有人批评利希滕斯坦并不是这些形象的原创者，他不仅没有支付版权税，而且没有征求版权方的同意就直接在他的画作中使用这些形象，尽管这样，他的作品仍然为大众所喜闻乐见。大卫·巴萨卢（David Barsalou）花费数十年时间来研究利希滕斯坦所有作品的资料来源，而且他已经在Flickr上发布了1000多幅图片来详细介绍这些让人无法辨别的资料来源。